# Episodi di 14º Distretto (trentaduesima stagione)
La trentaduesima stagione della serie televisiva 14º Distretto è stata trasmessa in anteprima in Germania da Das Erste tra il 12 novembre 2018 e il 1º aprile 2019.
| nº | Titolo originale                 | Titolo italiano | Prima TV Germania | Prima TV Italia |
| -- | -------------------------------- | --------------- | ----------------- | --------------- |
| 1  | Eine Frage der Gerechtigkeit     | inedito         | 12 novembre 2018  | inedito         |
| 2  | Der Neue mit "T"                 | inedito         | 3 dicembre 2018   | inedito         |
| 3  | Auge um Auge                     | inedito         | 10 dicembre 2018  | inedito         |
| 4  | Der kurze Traum vom langen Glück | inedito         | 17 dicembre 2018  | inedito         |
| 5  | Toilettenmafia                   | inedito         | 7 gennaio 2019    | inedito         |
| 6  | Im Zweifel                       | inedito         | 21 gennaio 2019   | inedito         |
| 7  | Die blinde Zeugin                | inedito         | 28 gennaio 2019   | inedito         |
| 8  | Harrys Aussage                   | inedito         | 4 febbraio 2019   | inedito         |
| 9  | Freibad                          | inedito         | 11 febbraio 2019  | inedito         |
| 10 | Entführung auf Anfrage           | inedito         | 18 febbraio 2019  | inedito         |
| 11 | Das zweite Gesicht               | inedito         | 25 febbraio 2019  | inedito         |
| 12 | Duell auf der Rennbahn           | inedito         | 4 marzo 2019      | inedito         |
| 13 | Der Falke                        | inedito         | 11 marzo 2019     | inedito         |
| 14 | Rettungskind                     | inedito         | 18 marzo 2019     | inedito         |
| 15 | Krokodile                        | inedito         | 25 marzo 2019     | inedito         |
| 16 | Das Revier explodiert            | inedito         | 1º aprile 2019    | inedito         |